# Germigny-sur-Loire
Germigny-sur-Loire är en kommun i departementet Nièvre i regionen Bourgogne-Franche-Comté i de centrala delarna av Frankrike. Kommunen ligger i kantonen Pougues-les-Eaux som tillhör arrondissementet Nevers. År 2022 hade Germigny-sur-Loire 748 invånare.

## Befolkningsutveckling
Antalet invånare i kommunen Germigny-sur-Loire
| Referens: INSEE |